# 방철미
방철미(1994년 8월 26일~)는 조선민주주의인민공화국의 권투 선수이다. 2018년 세계 아마추어 여자 복싱 선수권 대회 플라이급에서 금메달을 획득했고 2022년 아시안 게임 여자 복싱 54 kg급에서 금메달을 획득했다. 2024년 하계 올림픽에서는 복싱 여자 54 kg급(밴텀급)에서 동메달을 기록하였다.